# Pleione humilis
Espèce
Statut CITES
Pleione humilis est une espèce d'orchidées du genre Pleione originaire d'Asie.

## Systématique
Le nom scientifique complet (avec auteur) de ce taxon est Pleione humilis (Sm.) D.Don.
L'espèce a été initialement classée dans le genre Epidendrum sous le basionyme Epidendrum humile Sm..
Pleione humilis a pour synonymes :
- Coelogyne humilis (Sm.) Lindl.
- Coelogyne humilis var. albata Rchb.f.
- Coelogyne humilis var. tricolor Rchb.f.
- Cymbidium humile (Sm.) Lindl.
- Dendrobium humile (Sm.) Sm.
- Epidendrum humile Sm.
- Pleione diantha Schltr.
- Pleione humilis var. adnata Pfitzer
- Pleione humilis var. amitii R.Pal, Dayamma & Medhi
- Pleione humilis var. pulchella E.W.Cooper
- Pleione humilis var. purpurascens Pfitzer